# Список переименованных населённых пунктов Чувашии
Список переименованных населённых пунктов Чувашии — перечень населённых пунктов, расположенных согласно современному административно-территориальному делению в Чувашии, название которых изменялось.
- дер. Анчиккасы — с 1924 года Сюткюль
- с. Большие Арабузи — с 1939 года Первомайское
- с. Большие Кошелеи — с 1939 года Комсомольское[1]
- с. Большое Батырево — с 1935 года Батырево
- с. Большое Собачкино — с 1939 года Астакасы
- дер. Будайка — с 1939 года Чапаево[2].
- дер. Верхние Бурундуки — с 1922 года Бурундуки[3].
- дер. Висяга — с 1963 года Крылово[4]
- дер. Волчья Долина — с 1963 года Долина[5]
- дер. Голодяиха — с 1938 года п. Сосновка.
- хутор Гуськова — с 1929 года посёлок Красный Атмал[6].
- дер. Задние Траки — с 16 августа 1940 года Васнары[7].
- с. Иваньково-Дурасовка — с 1935 года Иваньково-Ленино.
- с. Исмели — с 17 марта 1939 года Октябрьское (до 25 октября 1926 года — Выселок Тогаево)[8].
- с. Ишлей-Покровское — с 1964 года Ишлеи[9].
- дер. Кабацкая — с 1964 года Луговая[9]
- пристань Кожедеиха — после 1959 года Иваньково.
- с. Кармалейский Гарт — с 1929 года Гарт[10].
- с. Кладбищи — с 1962 года с. Междуречье[11].
- дер. Кутаки — с 27 августа 1940 года Первомайское.
- дер. Марково — в 1917—1929 годах  Сятракасы, в 1939—1940 годах — Сятра-Марково, в 1935 году и с 1948 года — Сятра-Марги[12]
- дер. Малое Собачкино — с 1963 года Дубовка[13].
- с. Малые Яльчики — с 1935 года Яльчики.
- дер. Мокшино — с 1935 года Липово.
- дер. Начар-Убеево — с 1925 года Красномайск.
- с. Никольское — с 1940 года Карачево[14].
- дер. Ново-Ларионово — с 1923 года Новоилларионово[15].
- с. Норусово — с 1939 года Калинино.
- дер. Передние Траки — с 1940 года с. Красноармейское.
- дер. Средние Траки — с 16 августа 1940 года Липовка[16].
- дер. Побой — с 9 ноября 1940 года Хурынлых (Хуронлох)[17].
- дер. Путь Социализма — с 31 января 1952 года Берёзовка[18].
- пос. Сене-Пурнось — с 28 апреля 1958 года Берёзовка[18].
- посёлок имени Ворошилова - с июня 1958 года Калиновка (Ибресинский район) [19]
- дер. Сталино — с 28 декабря 1961 года Нижние Кунаши.
- с. Шихирданы — с 1939 года Чкаловское.
- ст. (с 1925 года — город) Шихраны — с 1920 года Канаш.
- дер. Шугурово (Казаккасы, Касаккас Шĕкĕр) — с 1969 года Сеспель[20]
- с. Шуматово — с 1939 года Советское[21].
- дер. Поганкино — с 28 августа 1975 года Пуканкасы[17].